# Samma gamla visa
Samma gamla visa var SR:s julkalender 2003. Julkalendern bygger på boken Samma gamla visa (utgiven 2005 på Rabén & Sjögren) som skrevs av Anna Charlotta Gunnarson som också skrev manus till julkalendern tillsammans med Mats Kjelbye som också regisserade. Musiken skrevs av Andreas Mattsson och Niclas Frisk och framfördes av Mirja Burlin.

## Handling
Skolfröken vill att 11-åriga Amanda Axelsson (Kajsa Paulsson) från Finnvira skall lära sig den gamla visan "Ack snö, ack snö" utantill och "kunna den både fram- och baklänges". När hon sjunger den baklänges börjar konstiga saker att ske. Saker som Amanda önskar sig utan att tänka sig för börjar uppfyllas. En pojke på ett bokmärke blir plötsligt levande, och skolfrökens trädgårdstomte kidnappar en katt. Amandas pappa Lenny (Sven-Åke Gustavsson) är en detektiv, varför Amanda vet hur man undersöker och följer upp spår.
Amanda upptäcker av en slump ett baklängesbudskap på pappans gamla vinylskiva Schlagers Amour med sångerskan Vivan Pettersson. Ack snö ack snö är titeln på låten, som baklänges bildar önskeramsan Önska, önska, så att säga baklänges snö. Till en början använder Amanda sin nyvunna kraft till att önska goda saker, men inser snart att hon även kan hämnas oförrätter. Samtidigt som hennes hybris tar överhanden stjäls skivan, någon annan tar över ramsans kraft och ingen går längre säker i Finnvira.

## Medverkande
- Amanda - Kajsa Paulsson
- Carmen - Solveig Ramallo
- Tussan - Electra Eriksson Christiansson
- Allan - William Siesjö
- Pappan - Sven Åke Gustavsson
- Fröken - Mirja Burlin
- Vivan - Yvonne Lombard (tal), Mirja Burlin (sång)
- Läraren - Mats Blomgren
- Göran - Andreas Persson

## Papperskalender

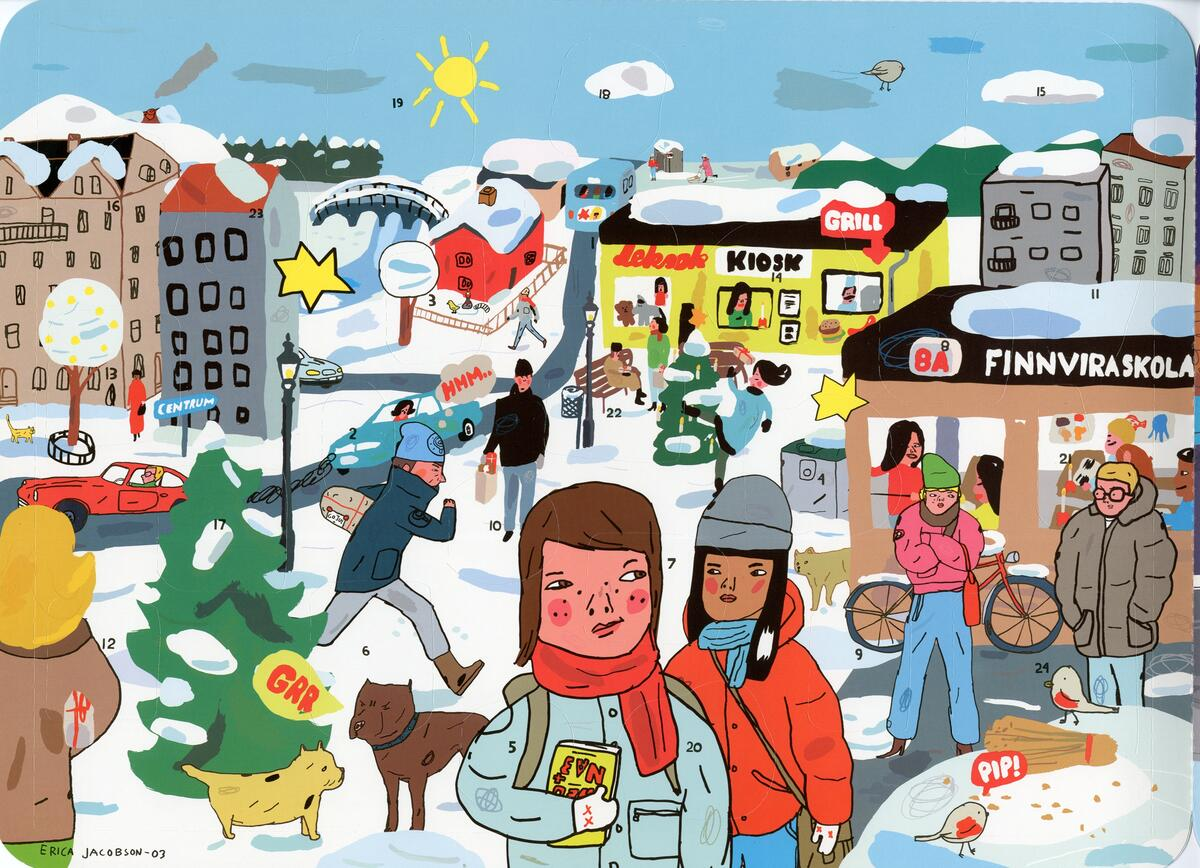
Papperskalendern

Illustrationen på papperskalendern skapades av Erica Jacobson. Kalendern visar en stad i vintermiljö. På skolhuset står texten "Finnviraskolan".

### Fotnoter
1. ↑  ”Svensk mediedatabas”. http://smdb.kb.se/catalog/search?q=%22Samma+gamla+visa%22+typ%3Aradio&sort=OLDEST. Läst 5 april 2011.
2. ↑  ”2003, Samma gamla visa”. Sveriges Radio. http://sverigesradio.se/barn/julkalendrar/2003.stm. Läst 30 augusti 2015.
3. ↑  ”Julkalendrar”. Arkiverad från originalet den 27 oktober 2014. https://web.archive.org/web/20141027033614/http://helgo.net/emma/julkalendrar.php?y=2003&t=radio. Läst 2 april 2011.